# Persöfjord
De Persöfjord, Persöfjärden, is een meer in Zweden, het ligt in de gemeente Luleå. Het fjärden duidt erop dat het vroeger een fjord aan de Botnische Golf is geweest, maar door stijging van het gebied rondom Luleå is het inmiddels een meer geworden. De Persöfjord heeft twee randmeren, Smedsbyfjord in het noordwesten en Rådmanviken in het noorden. Het meer hoort tot het stroomgebied van de Altersundet, waarbij het meer door de Brobyån en Lörbäcken wordt gevoed. De rivier stroomt aan het zuidoosten in twee vertakkingen ten noorden en ten zuiden van Persön. Behalve Persön liggen ook Smedsbyn, Ängesbyn en Börjelslandet aan het meer. Het meer is een belangrijk voedergebied voor vogels.